# Letališče Tampere-Pirkkala
Letališče Tampere-Pirkkala (IATA: TMP; ICAO: EFTP) je letališče na Finskem, ki primarno oskrbuje Pirkkalo. Nahaja se nekaj kilometrov jugozahodno od središča mesta Tampere.